# Edward Fitzball

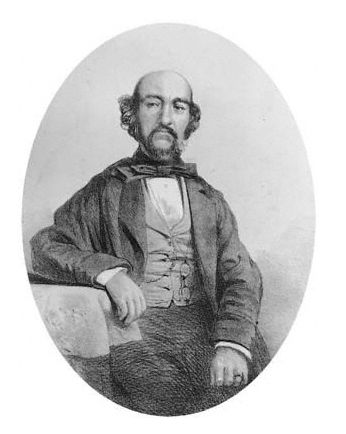
Edward Fitzball

Edward Fitzball (eigentlich Edward Ball; * 1793 in Burwell in Cambridgeshire; † 27. Oktober 1873 in Chatham in Kent) war ein produktiver englischer Theaterdichter und Librettist.
Wegen seiner Vorliebe für schaurige Sujets und Grand-Guignol-Effekte war er auch als „The Terrible Fitzball“ bekannt.

## Leben
Edward Ball wurde in Burwell geboren und am 20. April 1793 getauft. Sein Vater war ein wohlhabender Farmer und seine Mutter (geborene Fitz) war durch Erbschaft aus erster Ehe ebenfalls wohlhabend. Nach dem Besuch der Albertus Parr Academy in Newmarket musste Edward schon mit 12 Jahren in der Landwirtschaft seines Vaters arbeiten, da das Vermögen durch väterliche Pferdewetten inzwischen stark reduziert war. 1809, mit 16 Jahren, begann er eine Druckerlehre in Norwich, die er 1812 beendete. Am 15. August 1815 heiratete er Adelaide Alexandria Dupius († 1850) in Norwich.
Nachdem er mit einer lyrischen Zeitschrift keinen Erfolg gebracht hatte, gelang es ihm 1817, in Norwich ein erstes Stück auf die Bühne zu bringen. Durch weitere Erfolge und die Romanautorin Amelia Opie ermutigt, ging er 1820 nach London, wo er in den folgenden Jahren eine Reihe von Stücken am zunächst Surrey Theatre unterbringen konnte, darunter Adaptionen von Werken Walter Scotts und James Fenimore Coopers. Seinen Namen hatte er 1821 in Fitzball geändert, um Verwechslungen mit einem gleichnamigen Liederdichter zu vermeiden.
Große Erfolge hatte er vor allem mit Seedramen mit Schauerelementen, die auf Effektbühnen wie dem Londoner Adelphi besonders wirkungsvoll in Szene gesetzt werden konnten. Bei einer Inszenierung des The Flying Dutchman dort verwendete man sogar voltaische Säulen, um aus dem Finger des Fliegenden Holländers einen elektrischen „Zauberstrahl“ springen zu lassen. Außer im Surrey und Adelphi brachte er auch im Covent Garden und Drury Lane Stücke auf die Bühne.

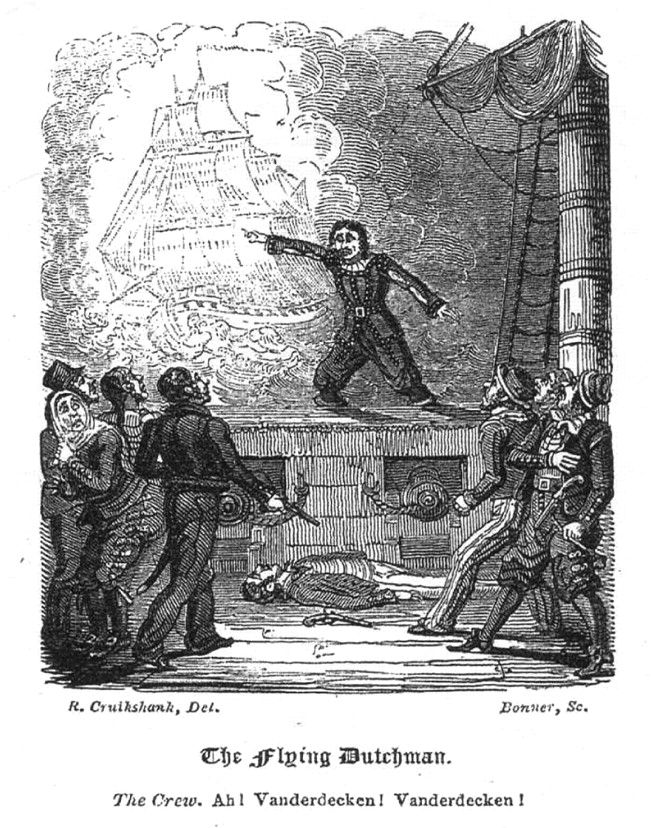
Erscheinung des Geisterschiffes in The Flying Dutchman

Er war dabei auch bühnentechnisch innovativ: in Jonathan Bradford, einem Kriminalstück, zeigte die Bühne in einer Szene einen Querschnitt von vier Zimmern, in denen simultan Handlung ablief, was von Fitzball gegen den Widerstand von Schauspielern und Theaterleitung durchgesetzt wurde.
In dem schon erwähnten Stück The Flying Dutchman will Fitzball als erster eine Laterna magica auf der Bühne eingesetzt haben. In einer besonders spektakulären Szene projizierte er damit ein Bild des erscheinenden, langsam größer werdenden Gespensterschiffes in die Kulisse.
Seine letzten Stücke waren nicht mehr erfolgreich. 1863 zog er sich nach Chatham zurück, wo er 10 Jahre später starb und bestattet wurde. Sein Werk ist heute völlig vergessen. Seine 1859 erschienene zweibändige Autobiografie wird noch immer als Quelle für das Theaterleben der Zeit geschätzt.

## Werke
Stücke
- Edwin (1817)
- Bertha (1819)
- The Ruffian Boy (1819)
- Edda (1820)
- Alonzo and Imogine (1821)
- The Fortunes of Nigel (nach Walter Scott; 1822)
- The Innkeeper of Abbeville (1822)
- Joan of Arc (1822)
- Peveril of the Peak (nach Walter Scott; 1823)
- Waverley (nach Walter Scott; 1824)
- The Floating Beacon (1824)
- The Pilot (nach James Fenimore Cooper; 1825)
- The Flying Dutchman (1827)
- The Inchcape Bell (1828)
- The Earthquake, or, The Spectre of the Nile (Adelphi Theatre, 1828)
- The Red Rover (nach James Fenimore Cooper; 1829)
- Jonathan Bradford, or, The Murder at the Roadside Inn (1833)
- Thalaba the Destroyer (nach Robert Southey, Covent Garden, 1836)
- La favorita (Libretto zur Oper von Gaetano Donizetti, Drury Lane, 1843)
- La figlia del reggimento (Libretto zur Oper von Gaetano Donizetti, Drury Lane, 1843)
- Maritana (Libretto zur Oper von William Vincent Wallace, Drury Lane, 1845)
- Azael (Drury Lane, 1851)
- Nitocris (1855)
- Robin Hood (Astley’s Amphitheatre, 1860)
- She Stoops to Conquer (Covent Garden, Musik von George Alexander Macfarren, 1864)

Autobiografie
- Thirty-five years of a dramatic author’s life. 2 Bände. London 1859.  Band 1 – Internet Archive, Band 2 – Internet Archive